# Musikjahr 1870
Liste der Musikjahre

◄◄ | ◄ | 1866 | 1867 | 1868 | 1869 | Musikjahr 1870 | 1871 | 1872 | 1873 | 1874 | ► | ►►

Weitere Ereignisse
Dieser Artikel behandelt das Musikjahr 1870.

## Ereignisse

### Musikverein Wien

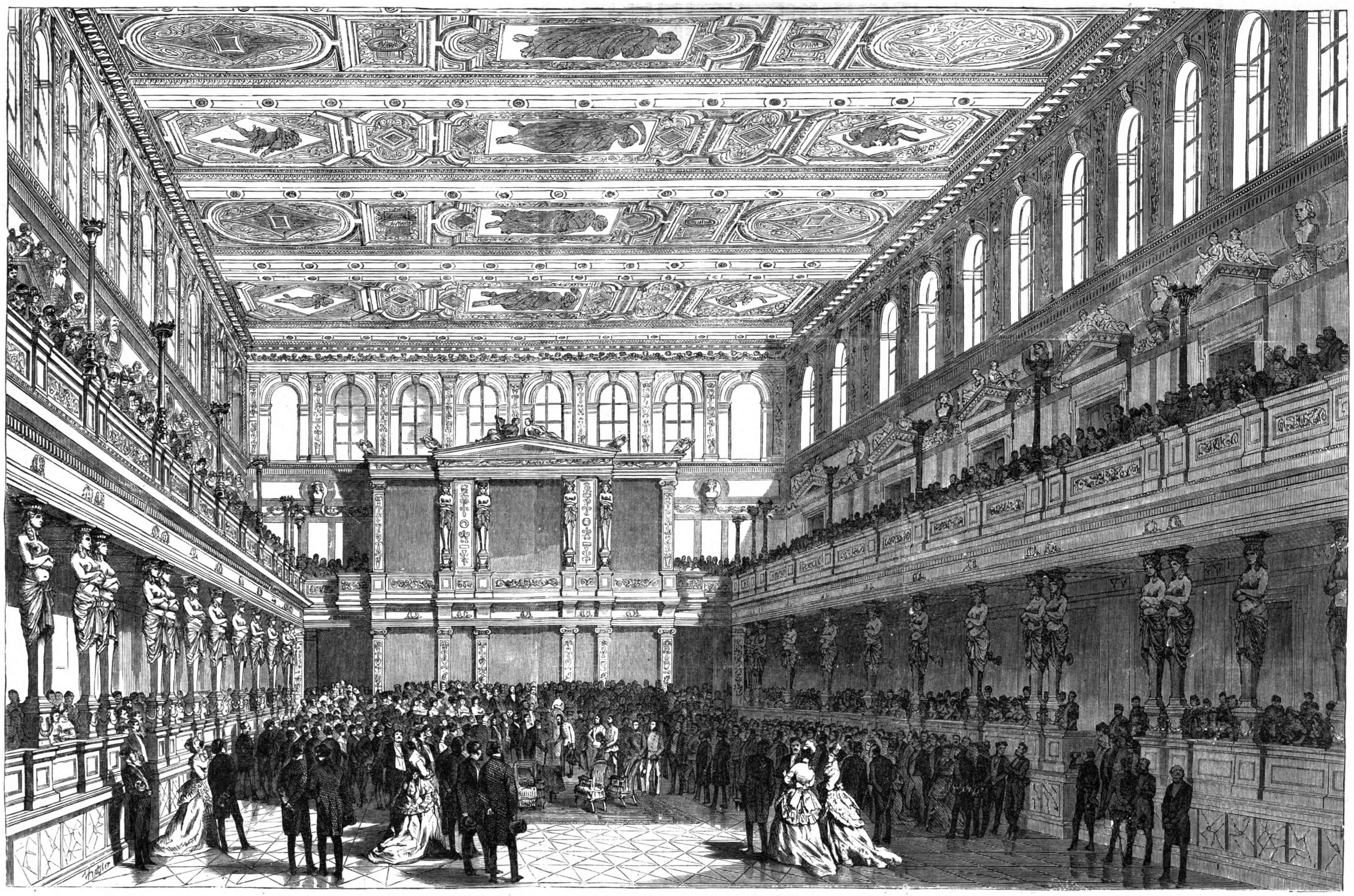
Musikvereinsgebäude Wien, Schlusssteinlegung am 1. März, Zeichnung von Vinzenz Katzler

- 06. Januar: Das im historisierenden Stil von Theophil von Hansen erbaute Wiener Musikvereinsgebäude wird mit einem feierlichen Konzert eröffnet. Die Akustik des Großen Saals wird von der Kritik einheitlich gelobt. Die Schlusssteinlegung erfolgt am 1. März.

### Tanz und Tanzmusik
- Johann Strauss (Sohn): Der Komponist bringt im Jahr 1870 folgende Walzer heraus: Freuet euch des Lebens op. 340 und Neu Wien op. 342.
- Um 1870 kommt in den USA der Boston auf, ein Langsamer Walzer im Gegensatz zum Wiener Walzer.

### Uraufführungen
- 03. März: In Jena wird die Alt-Rhapsodie von Johannes Brahms mit der Solistin Pauline Viardot-García uraufgeführt.
- 16. März: Die Fantasie-Ouvertüre Romeo und Julia von Pjotr Iljitsch Tschaikowski hat in Moskau unter dem Dirigenten Nikolai Grigorjewitsch Rubinstein ihre Uraufführung. Im Sommer unterzieht der Komponist das Werk einer ersten Revision.

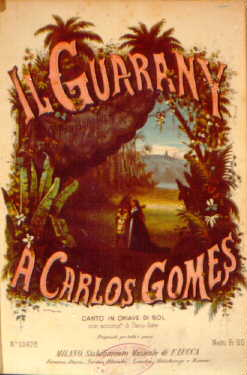
Il Guarany, Titelblatt der Partitur

- 19. März: Die Oper Il Guarany von Antônio Carlos Gomes hat mit überwältigendem Erfolg ihre Uraufführung am Teatro alla Scala in Mailand. Die literarische Vorlage für das Libretto von Antonio Scalvini und Carlo D’Ormeville bildet der Roman O Guarani des Schriftstellers José de Alencar aus dem Jahr 1857. Das Werk wird als erste brasilianische Oper angesehen und ist dem romantischen Genre des Indianismo zuzurechnen. In Brasilien wird das Werk bereits am 2. Dezember im Teatro Lyrico Fluminense anlässlich des 45. Geburtstages des Kaisers Pedro II. unter dem Titel O Guarani aufgeführt. Die Inszenierung dieser Aufführung stammt vom Komponisten selbst.
- 25. Mai: Das Ballett Coppélia ou La Fille aux yeux d’émail von Léo Delibes nach einem Libretto von Charles Nuitter und Arthur Saint-Léon wird mit triumphalem Erfolg an der Pariser Oper uraufgeführt. Die Handlung basiert auf E. T. A. Hoffmanns Erzählung Der Sandmann. Eugenie Fiocre tanzt die Rolle des Franz.
- 26. Juni: Die Oper Die Walküre von Richard Wagner, der zweite Teil der Tetralogie Der Ring des Nibelungen, wird am Königlichen Hof- und Nationaltheater München unter der Leitung von Franz Wüllner uraufgeführt. Es singen unter anderen Sophie Stehle, Kaspar Bausewein, Therese Vogl, Heinrich Vogl und August Kindermann.
- 25. September: Die vierte und finale Fassung der Oper Prodaná nevěsta (Die verkaufte Braut) von Bedřich Smetana auf ein Libretto von Karel Sabina wird am Prozatímní divadlo (Interimstheater) in Prag uraufgeführt. Dieser Fassung ist letztlich ein internationaler Erfolg beschert.

### Weitere Ereignisse
- Antonín Dvořák vollendet seine erste Oper Alfred, die jedoch zu seinen Lebzeiten nicht aufgeführt wird. Das Libretto stammt von Carl Theodor Körner, das Werk ist Dvořáks einzige Oper auf einen deutschen Text.
- Modest Mussorgski vollendet die Urfassung seiner Oper Boris Godunow, die jedoch nicht zur Aufführung gelangt. Das Libretto verfasste der Komponist selbst nach dem gleichnamigen Drama von Alexander Puschkin.
- Richard Wagner verfasst seine kunsttheoretische Abhandlung Beethoven.

## Geboren

### Januar bis Juni
- 09. Januar: Arno Rentsch, deutscher Komponist, Violinist und Musikpädagoge († 1942)
- 13. Januar: Henryk Opieński, polnischer Komponist († 1942)
- 19. Januar: Jean-Baptiste Dubois, kanadischer Cellist, Dirigent und Musikpädagoge († 1938)
- 20. Januar: Guillaume Lekeu, belgischer Komponist († 1894)
- 20. Januar: Fausto Salvatori, italienischer Schriftsteller und Librettist († 1929)
- 22. Januar: Charles Tournemire, französischer Komponist († 1939)
- 28. Januar: Josephine Morcashani, britische Unterhaltungskünstlerin und Sängerin († 1929)
- 28. Januar: Marie Narelle, australische Sängerin († 1941)
- 31. Januar: Hedwig von Friedländer-Abel, österreichische Musikkritikerin und Musikschriftstellerin († 1930)
- 12. Februar: Marie Lloyd, britische Sängerin und Unterhaltungskünstlerin († 1922)
- 13. Februar: Leopold Godowsky, polnischer Pianist und Komponist († 1938)
- 22. Februar: Joseph-Jean Goulet, kanadischer Violinist, Dirigent und Musikpädagoge († 1951)
- 24. Februar: Otto Becker, deutscher Musiker († 1954)
- 27. Februar: Louis Adolphe Coerne, US-amerikanischer Komponist († 1922)
- 04. März: Fausta Labia, italienische Opernsängerin († 1935)
- 06. März: Oscar Straus, österreichischer Operettenkomponist († 1954)
- 13. März: Gaston Arman de Caillavet, französischer Dramatiker und Librettist († 1915)
- 14. März: Andrés Delgado Pardo, venezolanischer Pianist, Komponist und Musikpädagoge († 1940)
- 16. März: Alfred Remy, US-amerikanischer Musikschriftsteller und Komponist deutscher Herkunft († 1937)
- 17. März: Per Steenberg, norwegischer Organist und Komponist († 1947)
- 26. März: Peter Kreuder, deutscher Opernsänger und Theaterregisseur († 1930)
- 30. März: Berthold Rosé, österreichischstämmiger Schauspieler, Sänger, Regisseur und Stummfilmschauspieler († 1925)
- 05. April: Hermann Gura, deutscher Theaterschauspieler und Opernsänger († 1945)
- 08. April: Sigismond Stojowski, polnischer Pianist und Komponist († 1946)
- 19. April: Joaquim Osório Duque Estrada, brasilianischer Dichter und Journalist († 1927)
- 19. April: Kōda Nobu, japanische Violinistin, Pianistin und Komponistin († 1946)
- 21. April: Oscar da Silva, portugiesischer Pianist, Komponist und Musikpädagoge († 1958)
- 28. April: Jules Blangenois, belgischer Komponist und Dirigent († 1957)

Franz Lehár mit seiner Mutter Christine (1875)

- 30. April: Franz Lehár, österreichischer Komponist ungarischer Herkunft, Mitbegründer der sogenannten Silbernen Operettenära († 1948)
- 01. Mai: Frédéric Pelletier, kanadischer Musikkritiker, Chorleiter und Komponist († 1944)

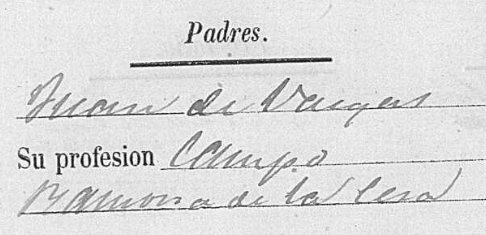
Taufbuch-Eintrag für Juana Vargas de la Hera

- 03. Mai: Juana la Macarrona, eig. Juana Vargas de la Hera, spanische Flamenco-Tänzerin († 1947)
- 04. Mai: Hermann Böse, deutscher Dirigent, Musikpädagoge und Widerstandskämpfer († 1943)
- 10. Mai: Franz Xaver Müller, österreichischer Komponist, Priester und Domkapellmeister († 1948)
- 19. Mai: Victor Beigel, englischer Pianist und Gesangspädagoge ungarischer Abstammung († 1930)
- 20. Mai: Max Lohfing, deutscher Opernsänger († 1953)
- 14. Juni: Harry Puddicombe, kanadischer Musikpädagoge und Komponist († 1953)
- 16. Juni: Mon Schjelderup, norwegische Komponistin und Pianistin († 1934)
- 18. Juni: Johannes Biehle, deutscher Professor für Physik, Glocken- und Orgelbauer († 1941)
- 25. Juni: Herbert Walenn, britischer Cellist und Musikpädagoge († 1953)

### Juli bis Dezember
- 08. Juli: Gertrud Grunow, deutsche Opernsängerin und Pianistin († 1944)
- 17. Juli: Ludvík Vítězslav Čelanský, tschechischer Dirigent und Komponist († 1931)
- 20. Juli: Luigi von Kunits, österreichischer Dirigent, Komponist, Geiger und Musikpädagoge († 1931)
- 04. August: Oskar Ameringer, deutsch-US-amerikanischer Tischler, Musiker, Redakteur und Politiker († 1943)
- 08. August: João Itiberê da Cunha, brasilianischer Komponist und Musikkritiker († 1953)
- 21. August: Edmond Malherbe, französischer Komponist († 1963)
- 02. September: Kennerley Rumford, englischer Sänger (Bariton) († 1957)
- 07. September: Regina de Lamo, spanische Pianistin, Musik- und Gesangslehrerin, Intellektuelle und Aktivistin († 1947)
- 15. September: Rose Sutro, US-amerikanische Pianistin († 1957)
- 22. September: Georgette Bréjean-Silver, französische Opernsängerin († 1951)
- 26. September: Adelaide Milanollo, deutsche Violinistin und Musikpädagogin italienischer Herkunft († 1933)
- 28. September: Florent Schmitt, französischer Komponist († 1958)
- 07. Oktober: Uncle Dave Macon, US-amerikanischer Country-Musiker († 1952)
- 08. Oktober: Louis Vierne, französischer Komponist und Organist († 1937)
- 09. Oktober: Katharina Rosing, deutsche Konzert- und Opernsängerin († 1956)
- 18. Oktober: Gustav Gold, böhmisch-österreichischer Komponist, Filmkomponist, Arrangeur und Kapellmeister († 1949)
- 22. Oktober: Fiorello Giraud, italienischer Opernsänger († 1928)
- 01. November: Santos Cifuentes, kolumbianischer Komponist († 1932)
- 22. November: Howard Brockway US-amerikanischer Komponist († 1951)
- 05. Dezember: Vítězslav Novák, österreichischer Komponist und Dirigent († 1949)
- 13. Dezember: Alexandre Laurendeau, kanadischer Klarinettist, Oboist und Musikpädagoge († 1933)
- 18. Dezember: Arseni Nikolajewitsch Koreschtschenko, russischer Komponist († 1921)
- 24. Dezember: Rosario Scalero, italienischer Violinist, Musikpädagoge und Komponist († 1954)
- 29. Dezember: Eduard Seifert, deutscher Trompeter († 1965)

### Genaues Geburtsdatum unbekannt
- Schamram Kelleciyan, armenische Chansonsängerin († 1955)
- Úrsula López, spanische Zarzuela- und Varietésängerin und Impresaria († 1966)

### Geboren vor 1870
- Leon Aerts, belgischer Pianist und Komponist († nach 1890)

## Gestorben

### Todesdatum gesichert

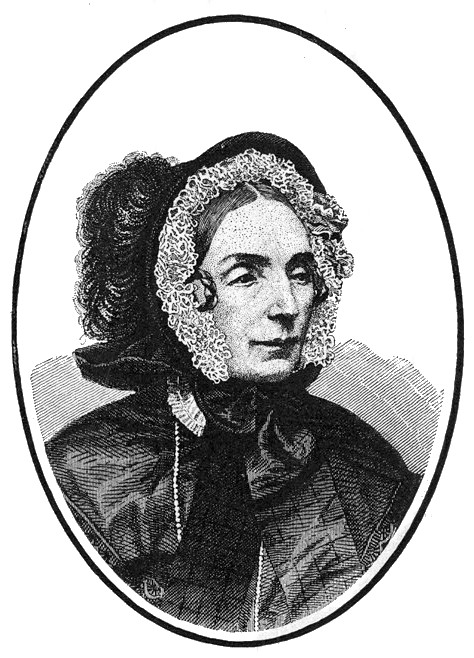
Amalie von Sachsen; † 18. September

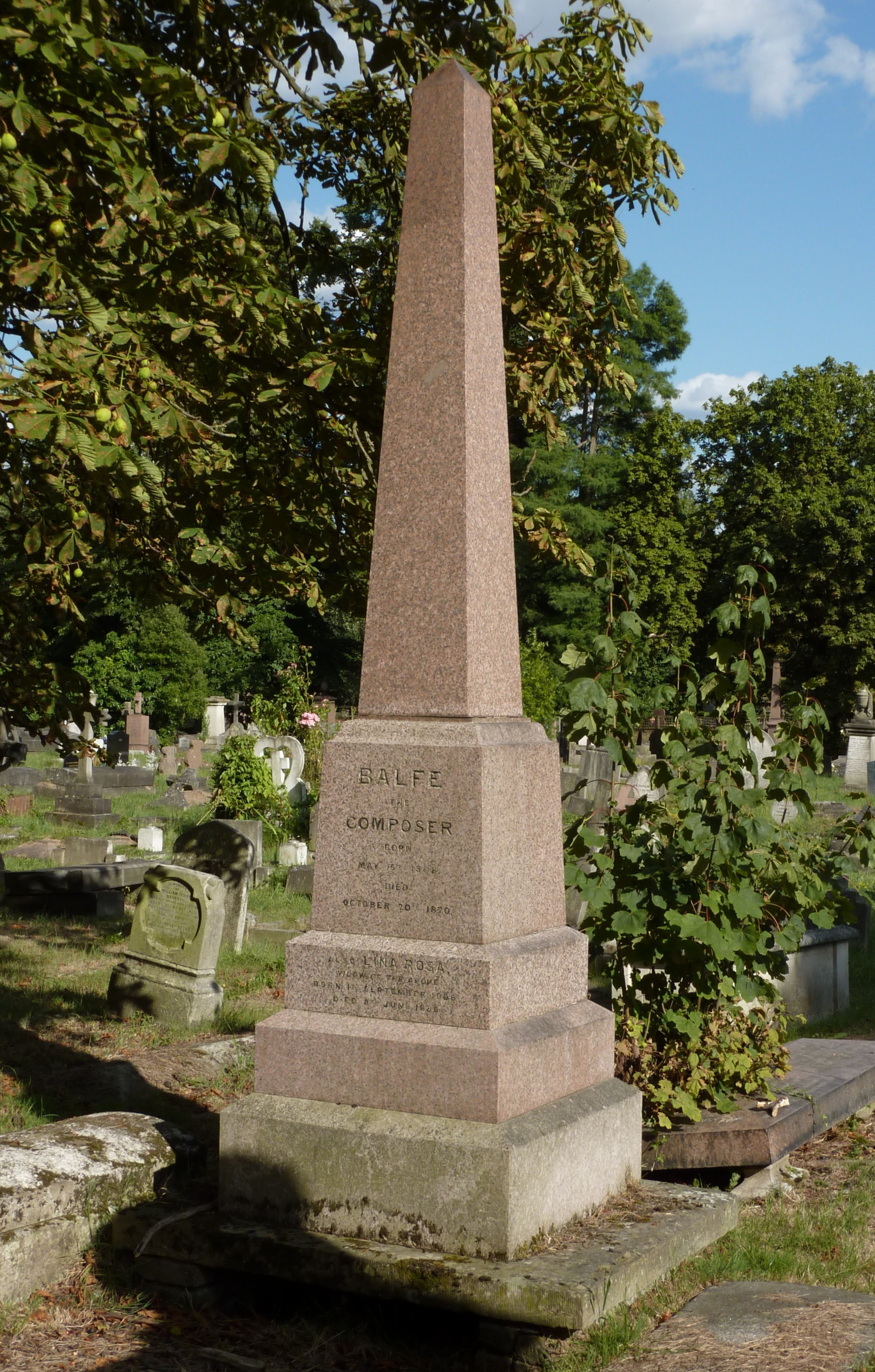
Grab von Michael William Balfes, Kensal Green Cemetery

- 07. Januar: Carl Schwencke, deutscher Musiker und Komponist (* 1797)
- 13. Januar: Adalbert Blecha, Prager Violinist und Musikpädagoge (* 1822)
- 18. Januar: Anton Berlijn, niederländischer Komponist (* 1817)
- 09. März: Théodore Labarre, französischer Harfenvirtuose und Komponist (* 1805)
- 08. April: Charles-Auguste de Bériot, belgischer Violinist, Violinpädagoge und Komponist (* 1802)
- 25. Mai: Lorenz Hauptmann, österreichischer Organist, Kirchenmusiker, Komponist und Musikpädagoge (* 1802)
- 30. Mai: Gustave Vogt, französischer Oboist, Musikpädagoge und Komponist (* 1781)
- 31. Mai: Johann Caspar Kummer, deutscher Flötist, Komponist und Musikpädagoge (* 1795)
- 09. Juni: Erik Drake, schwedischer Musikwissenschaftler und Komponist (* 1788)
- 22. Juli: Josef Strauss, österreichischer Komponist und Dirigent (* 1827)
- 25. Juli: Pierre Dupont, französischer Chansonnier, Dichter und Goguettier (* 1821)
- 07. August: Franziska Cornet, deutsche Opernsängerin (* 1808)
- 06. September: Caterina Barili, italienische Opernsängerin (* um 1810)
- 18. September: Amalie von Sachsen, Prinzessin von Sachsen, unter dem Pseudonym A. Serena Komponistin und Schriftstellerin (* 1794)
- 06. Oktober: Felix Horetzky, polnischer Gitarrist und Komponist (* 1796)
- 20. Oktober: Michael William Balfe, irischer Komponist und Sänger (* 1808)
- 05. Dezember: Herman Severin Løvenskiold, norwegischer Komponist (* 1815)

### Genaues Todesdatum unbekannt
- Alphonse Gilbert, französischer Komponist und Organist (* 1805)

### Gestorben um 1870
- Pietro Pettoletti, italienischer Gitarrist und Komponist (* um 1795)